# Graingers
Graingers es un lugar designado por el censo ubicado en el condado de Lenoir en el estado estadounidense de Carolina del Norte. En el Censo de 2020 tenía una población de 229 habitantes y una densidad poblacional de 53,50 habitantes por km². Fue incluido como CDP en el censo de 2020.

## Geografía
Graingers se encuentra ubicado en las coordenadas 35°18′59″N 77°30′24″O / 35.31639, -77.50667. Según la Oficina del Censo de los Estados Unidos,  tiene una superficie total de 4,28 km², todos correspondientes a tierra firme.